# Kim Kardashian
Kimberly Noel Kardashian (họ lúc trước là West; sinh ngày 21 tháng 10 năm 1980), là một nhân vật truyền hình nổi tiếng. Cô lần đầu tiên được truyền thông chú ý với vai trò là một người bạn và stylist của ngôi sao Paris Hilton. Cô gần như chỉ “làm nền cho người bạn Paris Hilton” và thậm chí qua các video quay lại còn thấy rằng đôi lúc Paris còn đối xử với cô như 1 người hầu. Cô bắt đầu trở nên nổi tiếng từ 1 đoạn băng ghi hình nhạy cảm ngủ với bạn trai cũ, nhưng thay vì chạy trốn khỏi scandal thì cô đã lợi dụng biến nó thành đòn bẩy thu hút sự chú ý của công chúng. Sự nổi tiếng của Kim Kadarshian nhanh chóng vượt mặt người bạn cũ Paris Hilton. Một năm sau, cô cùng với gia đình bắt đầu xuất hiện trong series chương trình truyền hình thực tế của kênh truyền hình E!, Keeping Up with the Kardashians. Đây là chương trình xoay quanh đời sống của cô và gia đình. Scandal băng sex cùng những thị phi trước đó bất ngờ lại kéo nhiều khán giả tò mò theo dõi, biến chương trình trở thành hiện tượng của năm. Thành công của chương trình đã dẫn đến sự ra đời của nhiều chương trình spin-off như Kourtney and Kim Take New York và Kourtney and Khloé Take Miami. Đời tư của Kim nhanh chóng trở thành đề tài bàn tán rộng rãi của dư luận. Cô thường được xem là nhân vật nổi tiếng không nhờ tài năng (famous for being famous).
Trong những năm gần đây, Kim đã phát triển một sự hiện diện mang tính ảnh hưởng trên trực tuyến và truyền thông xã hội, bao gồm hàng chục triệu lượt theo dõi trên Twitter và Instagram. Cô đã phát hành một loạt các sản phẩm gắn với tên cô, bao gồm cả trò chơi trên điện thoại rất thành công vào năm 2014 là Kim Kardashian: Hollywood.
Kim là sự pha trộn của 5 dòng máu Armenia (bố) và Anh, Scotland, Ireland, Hà Lan (mẹ). Cô là con gái của luật sư Robert Kardashian và vợ Kris Jenner (nhũ danh là Houghton). Robert Kardashian, được biết đến nhiều nhất với vai trò là luật sư của O. J. Simpson trong vụ kiện tội giết người, mất ngày 30 tháng 9 năm 2003. Mẹ Kim, bà Kris, li dị Robert năm 1989, và cưới cựu vận động viên đạt huy chương vàng Olympic Bruce Jenner (tên sau chuyển giới: Caitlyn Jenner) năm 1991.
Kim Kardashian có hai chị em gái, Kourtney và Khloe, và em trai Robert. Con riêng của ông cha dượng gồm Burton Jenner, Brandon Jenner, và ngôi sao truyền hình Brody Jenner, Casey Jenner. Kim có 2 cô em gái cùng mẹ khác cha là Kendall Jenner và Kylie Jenner. O.J. Simpson là cha đỡ đầu của Kim. Năm 2014, Kim kết hôn lần thứ ba với nam ca sĩ Kanye West và có bốn con (2 trai là Saint West, Psalm West và 2 gái là North West và Chicago West thông qua phương pháp mang thai hộ)

## Sự giàu có

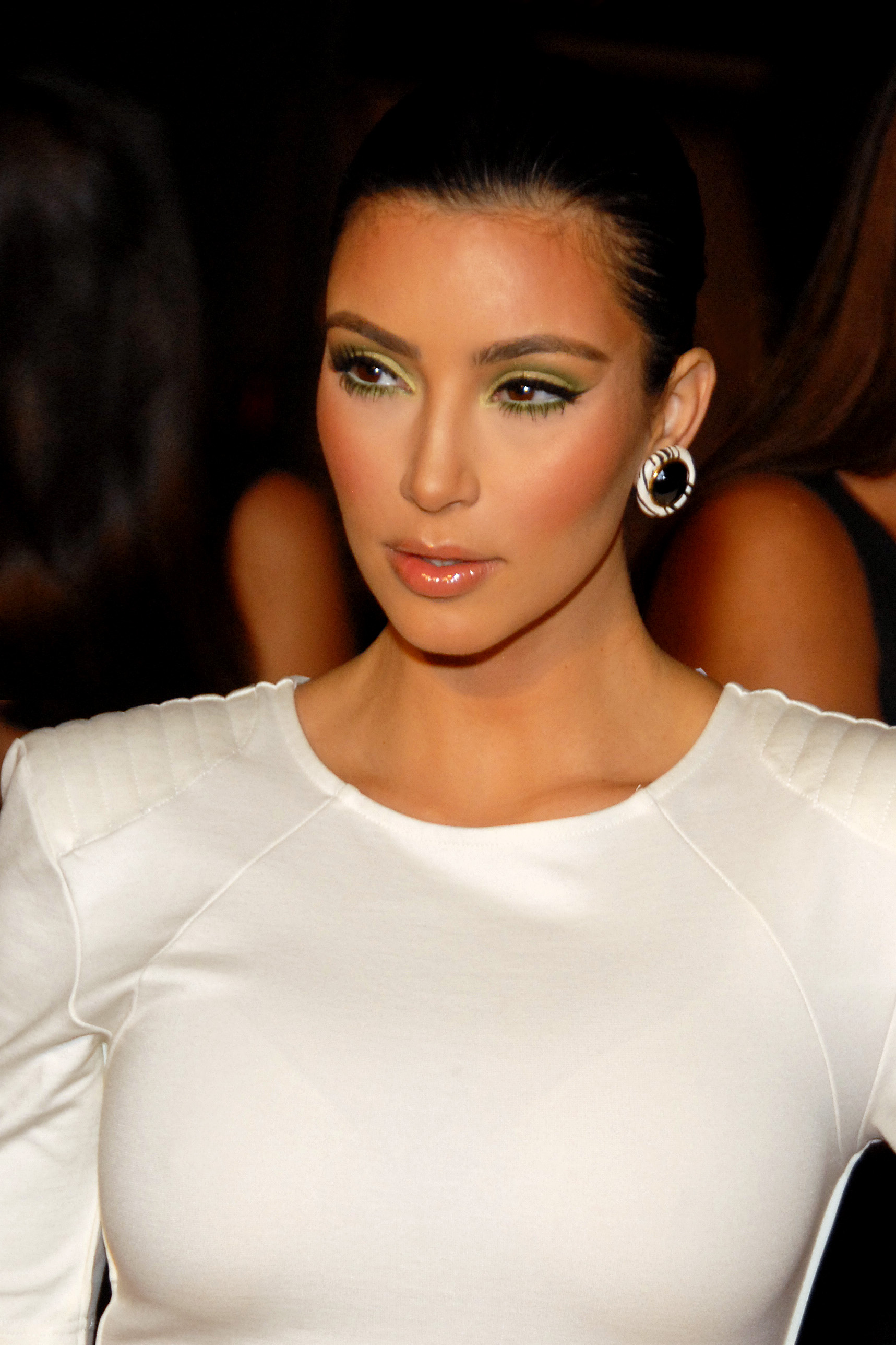
Kim Kardashian vào tháng 5 năm 2009

Tính đến tháng 5 / 2014, tài sản của Kim Kardashian ước tính trị giá 45 triệu Mỹ kim. Trong năm 2015, Forbes công bố Kim đã tăng lợi nhuận gần gấp đôi và cho biết cô "đã tạo danh tiếng tốt hơn so với mọi người." Phần lớn thu nhập của cô từ các dòng mỹ phẩm, các sản phẩm thuộc da thương hiệu Kardashian, các cửa hàng trực tuyến DASH, cũng như những bài đăng được tài trợ trên các mạng xã hội như Instagram hay Twitter.